# 세바스티안 보르나우
세바스티안 보르나우(네덜란드어: Sebastiaan Bornauw, 1999년 3월 22일 ~ )는 벨기에의 축구 선수로, 현재 잉글랜드 프리미어리그의 리즈 유나이티드에서 수비수로 활약하고 있다.